# Ouzouer-des-Champs
 Ouzouer-des-Champs  es una población y comuna francesa, situada en la región de Centro, departamento de Loiret, en el distrito de Montargis y cantón de Lorris.

## Demografía
| 191 | 157 | 166 | 235 | 217 | 275 |
| Para los censos de 1962 a 1999 la población legal corresponde a la población sin duplicidades (Fuente: INSEE [Consultar]) |     |     |     |     |     |